# Mormyrus macrocephalus
Mormyrus macrocephalus är en fiskart som beskrevs av Richard Dane Worthington 1929. Mormyrus macrocephalus ingår i släktet Mormyrus och familjen Mormyridae. IUCN kategoriserar arten globalt som livskraftig. Inga underarter finns listade i Catalogue of Life.